# Il lungo giorno del massacro
Il lungo giorno del massacro è un film del 1968, diretto da Alberto Cardone.

## Trama
Joe Williams, sceriffo di un paese di frontiera, viene sollevato dall'incarico per i metodi così violenti a non far rispettare la legge e viene anche ingiustamente accusato di duplice omicidio.